# Real Love (album de Lisa Stansfield)
Pour les articles homonymes, voir Real Love.
Albums de Lisa Stansfield
Affection
(1989) So Natural
(1993)
Singles
1. Change
Sortie : 7 octobre 1991
2. All Woman
Sortie : 9 décembre 1991
3. Time to Make You Mine
Sortie : 2 mars 1992
4. Set Your Loving Free
Sortie : 25 mai 1992
5. A Little More Love
Sortie : 30 juin 1992

Real Love est le deuxième album studio de Lisa Stansfield, sorti le 11 novembre 1991.
L'album s'est classé 3e au UK Albums Chart, 6e au Top R&B/Hip-Hop Albums et 43e au Billboard 200.

## Liste des titres
Toutes les chansons sont écrites et composées par Lisa Stansfield, Ian Devaney et Andy Morris.
| No  | Titre                              | Durée |
| --- | ---------------------------------- | ----- |
| 1.  | Change                             | 5:39  |
| 2.  | Real Love                          | 5:01  |
| 3.  | Set Your Loving Free               | 5:03  |
| 4.  | I Will Be Waiting                  | 5:03  |
| 5.  | All Woman                          | 5:17  |
| 6.  | Soul Deep                          | 4:10  |
| 7.  | Make Love to Ya                    | 4:54  |
| 8.  | Time to Make You Mine              | 4:55  |
| 9.  | Symptoms of Loneliness & Heartache | 4:43  |
| 10. | It's Got to Be Real                | 5:17  |
| 11. | First Joy                          | 4:25  |
| 12. | Tenderly                           | 3:20  |
| 13. | A Little More Love                 | 4:35  |

| 14. | Whenever You're Gone | 4:06 |

| 14. | Whenever You're Gone            | 4:06 |
| 15. | Everything Will Get Better      | 5:00 |
| 16. | Change (Frankie Knuckles Remix) | 6:29 |

## Certifications
| Pays        | Association  | Certification | Ventes   |
| ----------- | ------------ | ------------- | -------- |
| Allemagne   | BVMI         | Or            | 250 000+ |
| Canada      | Music Canada | Or            | 50 000+  |
| États-Unis  | RIAA         | Or            | 500 000+ |
| Royaume-Uni | BPI          | 2 × Platine   | 600 000+ |
| Suisse      | IFPI Suisse  | Or            | 25 000+  |